# Otton de Clèves
Otton de Clèves (v.1278 †29 octobre 1310, fils aîné de Thierry VII de Clèves et de Marguerite de Gueldre, fut comte de Clèves de 1305 à 1310.

## Biographie
À la mort de Thierry VII de Clèves, le 4 octobre 1305, Otton lui succède comme comte de Clèves. Il doit très vite composer avec les exigences de sa belle-mère et de ses demi-frères Thierry et Jean.
Quand sa seconde épouse, Mathilde de Virnebourg meurt prématurément, son oncle l'archevêque de Cologne et le comte de La Marck lui demande de choisir sa fille Irmgarde pour héritière. Mais Otton privilégie son demi-frère Thierry.

## Mariage et descendance
Otton épouse en premières noces Adélaïde de La Marck, fille de Engelbert Ier de La Marck.
En 1308 Otton épouse en secondes noces Mathilde de Virnebourg, nièce de l'archevêque de Cologne. Ils eurent pour enfant:
- Irmgarde (-1362), qui épouse d'Adolphe II de La Mark (nl), dont elle divorce. Elle épouse ensuite Jean d'Arkel (nl) (-1355).

## Sources
- (de) Cet article est partiellement ou en totalité issu de l’article de Wikipédia en allemand intitulé « Otto (Kleve) » (voir la liste des auteurs).